# Chaim Schalk
Pour les articles homonymes, voir Schalk.
Chaim Schalk, né le 23 avril 1986 à Red Deer, est un joueur de beach-volley canadien. Il participe aux Jeux olympiques d'été de 2016 avec Ben Saxton.